# 14077 Volfango
14077 Volfango è un asteroide della fascia principale esterna. Scoperto nel 1996, presenta un'orbita caratterizzata da un semiasse maggiore pari a 3,109432 UA e da un'eccentricità di 0,123281, inclinata di 4,880583° rispetto all'eclittica. Ha un diametro di 10,391 km e un'albedo di 0,065.
Fa parte della famiglia di asteroidi Hygiea.
L'asteroide è dedicato all'atleta italiano Wolfango Montanari.